# Bünde-Mitte
Bünde-Mitte ist der bevölkerungsreichste Stadtteil der Stadt Bünde im ostwestfälischen Kreis Herford. Bünde-Mitte ist das Stadtzentrum Bündes, das am 1. Januar 1969 um ein Vielfaches durch die Zusammenlegung der ursprünglichen Stadt Bünde und den Gemeinden umliegender Ämter vergrößert wurde. Bünde-Mitte wurde Verwaltungssitz dieser vergrößerten Stadt Bünde und wurde fortan als Bünde-Mitte bezeichnet. Bünde-Mitte hat 11.227 Einwohner (Stand: 31. März 2022).
Folgende Tabelle zeigt die Bevölkerungsentwicklung der Stadt Bünde bzw. des Ortsteils Bünde-Mitte:
| Jahr            | Einwohner |
| --------------- | --------- |
| 1890            | 3.481     |
| 1933            | 6.752     |
| 1939            | 7.062     |
| 1961 (6. Juni)  | 10.695    |
| 2005 (30. Juni) | 11.136    |
| 2009 (30. Sep.) | 10.822    |